# Dariusz Karamuz
Dariusz Karamuz (ur. 12 maja 1970) – polski hokeista.

## Kariera
- TTH / TKH Toruń (–2000)
- SKH Sanok (2000–2001)
- TKH Toruń (2001–2003)

W barwach reprezentacji Polski do lat 20 brał udział w turnieju mistrzostw świata juniorów 1990 (Grupa A).
We wrześniu 2000 został zawodnikiem SKH Sanok, a po sezonie 2000/2001 powrócił do Torunia.